# Лезгины в Ираке
Сообщения о лезгинах в Ираке встречаются в контексте миграции этнических групп. Исторически, лезгины — это народ, проживающий преимущественно на Кавказе, в частности, в России (в Дагестане) и в Азербайджане. Однако в разные исторические периоды, в том числе во времена Османской империи, часть лезгин мигрировала в другие регионы, включая территорию современного Ирака.
Согласно некоторым данным, небольшие группы лезгин могли поселиться в Ираке в XVIII-XIX веках, в том числе из-за конфликтов, войн или политических обстоятельств на Кавказе. Такие миграции могли быть частью более широких процессов перемещения народов в рамках Османской империи и её распада.
Современное присутствие лезгин в Ираке, если это количество точное, может быть связано с более поздними волнами миграции или беженцами, которые нашли убежище в этой стране в 20-м или 21-м веке. Возможно, это следствие конфликтов в Кавказском регионе, а также более широкие процессы миграции населения.